# مايك براون (سياسي)
مايك براون (بالإنجليزية: Mike Braun)‏ هو شخصية أعمال وسياسي أمريكي، ولد في 24 مارس 1954 في جاسبر في الولايات المتحدة. نشط حزبياً في الحزب الجمهوري. وقد انتخب عضو مجلس الشيوخ الأمريكي ‏ عن دائرة إنديانا (3 يناير 2019 – ) وانتخب عضو مجلس نواب إنديانا (5 نوفمبر 2014 – 5 نوفمبر 2017).

## وصلات خارجية
- الموقع الرسمي